# Allium ruhmerianum
Allium ruhmerianum — вид рослин з родини амарилісових (Amaryllidaceae); ендемік Лівії.

## Опис
Цибулина мала, яйцювата, прикріплена до кореневища; зовнішні оболонки коричневі.
Період цвітіння: жовтень — грудень.

## Поширення
Ендемік північної Лівії.
Зростає на прибережній рівнині на невеликій висоті (0–100 м) серед трав'янистої рослинності на піщаному ґрунті, також росте на кам'янистій червоній глині в лісовій місцевості. 